# كارتر شولتس
كارتر شولتس (بالإنجليزية: Carter Scholz)‏ (22 سبتمبر 1953، نيويورك في الولايات المتحدة)؛ كاتب سيناريو وروائي أمريكي.

## روابط خارجية
- كارتر شولتس على موقع IMDb (الإنجليزية)
- كارتر شولتس على موقع ميوزك برينز (الإنجليزية)